# Mem (písmeno)
Mem (symbol מ,ם; hebrejsky מֵם,מם‎) je třinácté písmeno hebrejské abecedy. Vychází fénického písma, kde jej představuje stejnojmenné písmeno 𐤌.
V jazyce beduínů znamená mem „voda“. Mem je tedy možno vyložit jako plynutí času či čas samotný.
Koncový mem pak má symbolizovat uzavřený tok času. Tedy čas po příchodu mesiáše.

## Čtení a psaní
Čte se jako bilabiální nazála [m] (m, IPA 114).
Vyskytne-li se na konci slova, má grafickou podobu ם.

## Číselný význam
V systému hebrejských číslic má číselný význam 40.

## Galerie

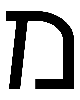
Mem napsané bezpatkovým písmem
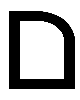
Koncový tvar písmene mem napsaného bezpatkovým písmem
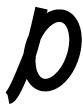
Koncové mem napsané psací kurzívou
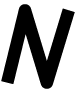
Mem napsané psací kurzívou